# Xã Union, Quận Grand Forks, Bắc Dakota
Xã Union (tiếng Anh: Union Township) là một xã thuộc quận Grand Forks, tiểu bang Bắc Dakota, Hoa Kỳ. Năm 2010, dân số của xã này là 194 người.